# 瑪莉亞·特雷莎·德諾羅哈
瑪莉亞·特雷莎·德諾羅哈（葡萄牙語：D. Maria Teresa do Carmo de Noronha，1918年11月7日—1993年7月4日），是葡萄牙貴族和法多歌手。作為帕拉蒂伯爵和貝爾蒙特伯爵的孫女，她屬於伊比利亞半島最古老的貴族家庭。她的藝術生涯跨越了30多年，她的聲音被認為是最美麗的法多聲音之一，但在20世紀早期葡萄牙保守的風氣下，她的貴族身份在職業藝術生涯中面臨著嚴格的限制。
據她在世的親戚稱，儘管她沒有上過任何聲樂訓練，瑪麗亞從小就有非常優美的嗓音，經常在教堂合唱團表演歌唱。當她開始在法多酒吧唱歌時，她引起了里斯本地區法多圈的興趣。1938年，20歲的瑪麗亞應葡萄牙廣播公司的邀請，在每兩週一次的法多節目中演出。她的歌唱和表演方式為她帶來了越來越高的知名度和聲望。她應邀參加里斯本-里約熱內盧航空公司的開幕典禮，並曾應西班牙政府的邀請，於1946年在馬德里和巴塞羅那書展上演唱。
1961年，瑪莉亞從她的藝術生涯中退休，此後只在私人圈子和特定場合唱歌。1973年，她停止了非正式的公開表演，最後一次公開露面是在1976年。1993年7月5日，瑪麗亞在聖彼得佩納費林的家中因長期疾病去世。

## 外部連結
- Portal do Fado - Maria Teresa de Noronha （页面存档备份，存于）